# Nelone muscolor
Nelone muscolor är en fjärilsart som beskrevs av Archibald C. Weeks 1901. Nelone muscolor ingår i släktet Nelone och familjen Riodinidae. Inga underarter finns listade i Catalogue of Life.